# Vincio di Montagnana
Il torrente Vincio di Montagnana è un affluente di destra dell'Ombrone Pistoiese.

## Percorso
Il torrente nasce nel comune di Marliana (Provincia di Pistoia), a circa 961 metri di altitudine in località Croce di Momigno; ha un regime marcatamente torrentizio, con acque limpide e pulitissime che permettono la vita a specie ittiche pregiate (trota fario, vairone, scazzone).
Giunto nelle vicinanze della città di Pistoia, il torrente subisce un indiscriminato e massiccio prelievo delle sue acque dai vivaisti della zona, rimanendo per i mesi estivi in secca, con gravi danni per la sua fauna ittica.
Il Vincio di Montagnana sfocia nel torrente Ombrone Pistoiese all'altezza della località Pontelungo; ha una lunghezza di circa 12 chilometri.